# Esashi (Hiyama)
Esashi (江差町, Esashi-chō) és una vila i municipi de la subprefectura de Hiyama, a Hokkaido, Japó. Tot i ser un municipi amb estatus de vila i no de ciutat, Esashi és la capital de la subprefectura de Hiyama. Esashi forma part del districte de Hiyama.

## Geografia
El municipi d'Esashi té un port i està situat al sud de Hokkaido, a la península d'Oshima. Administrativament pertany a la subprefectura de Hiyama, de la qual és capital i al districte de Hiyama. Cap a l'oest, la vila fa costa amb la mar del Japó. Esashi limita amb els municipis de Kaminokuni i Assabu, els quals formen part del mateix districte i amb Otobe, pertanyent al districte de Nishi. El municipi inclou també l'illa de Kamome, la qual forma part del parc natural prefectural de Hiyama.

## Història
Durant el període Edo, Esashi va créixer gràcies a l'indústria pesquera, que va dur prosperitat a la zona. La localitat conserva alguns edificis històrics de l'era Meiji al centre de la vila. Durant el segle XX l'indústria pesquera va entrar en fallida i el poble va intentar reconduir la seua activitat cap al turisme. El 2014 i degut al continu descens demogràfic de la zona el tram de la línia Esashi que va des de la vila fins a Kikonai va ser tancat per la Companyia de Ferrocarrils de Hokkaidō, restant la localitat incomunicada per ferrocarril. Temps enrere va existir un ferry que comunicava Esashi amb l'illa d'Okushiri.

### Cronologia
- 1900: La vila d'Esashi esdevé vila de primera classe.
- 1955: La vila d'Esashi i el poble de Tomari s'uneixen.
- 2014: Tanca l'estació d'Esashi en deixar la seua activitat el tram de la línia Esashi que passa pel municipi.

## Agermanaments
- Suzu, prefectura d'Ishikawa, Japó.[2]
- Higashiōmi, prefectura de Shiga, Japó.[3]